# 프랭크 커모드

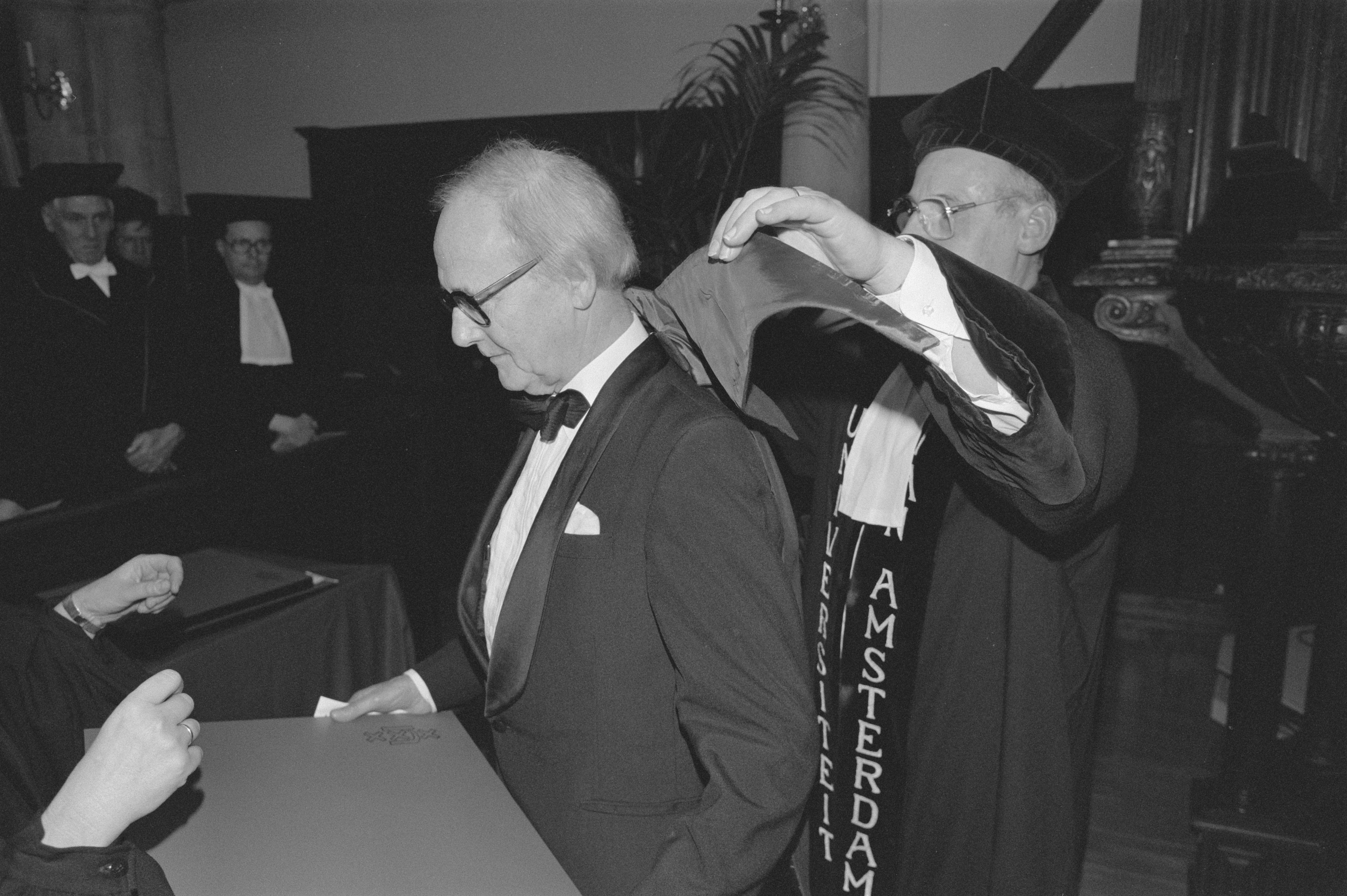

존 프랭크 커모드 경(Sir John Frank Kermode, FBA 1919년 11월 29일 – 2010년 8월 17일 )는 1967년 작품 The Sense of Ending: Studies in the Theory of Fiction으로 잘 알려진 영국의 문학 평론가다.
그는 유니버시티 칼리지 런던의 로드 노스클리프(Lord Northcliff) 영문학 교수와 케임브리지 대학교의 킹 에드워드 7세(King Edward VII) 영문학 교수였다.
커모드는 많은 비평 작품과 현대 사상가를 소개하는 인기 있는 Fontana Modern Masters 시리즈의 편집자로 유명했다. 그는 《런던 리뷰 오브 북스》와 《뉴욕 리뷰 오브 북스》에 정기적으로 기고했다.
그는 1947년 더럼 대학교에서 강사로 학문적 경력을 시작했다. 그는 나중에 브리스톨 대학교에서 가르쳤다. 그는 1967년부터 1974년까지 유니버시티 칼리지 런던(UCL)의 노스클리프 현대 영문학 교수로 재직했다. 커모드는 현대 프랑스 비판 이론을 처음으로 영국에 소개함으로써 새로운 지평을 여는 일련의 대학원 세미나를 주재했다.